# Saurer

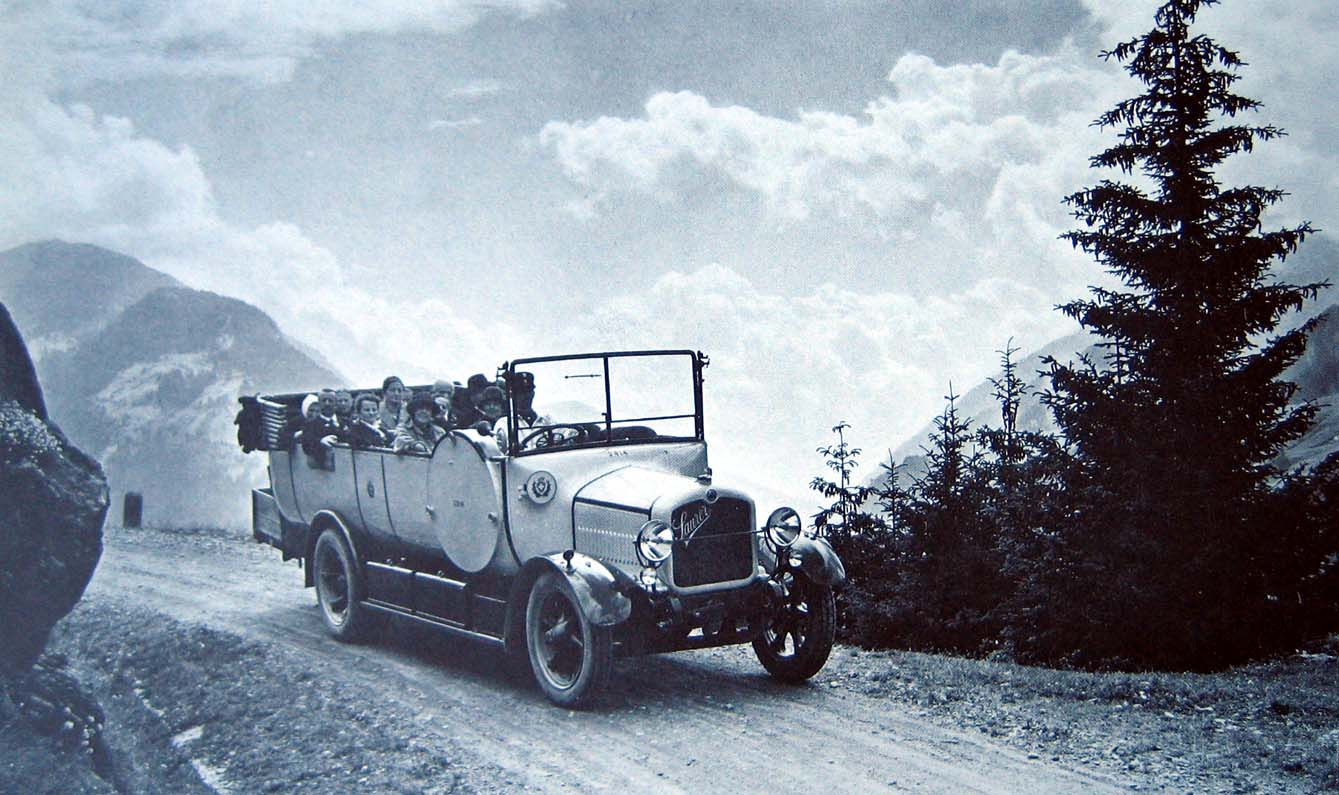
Car-Alpin van Saurer, rond 1930

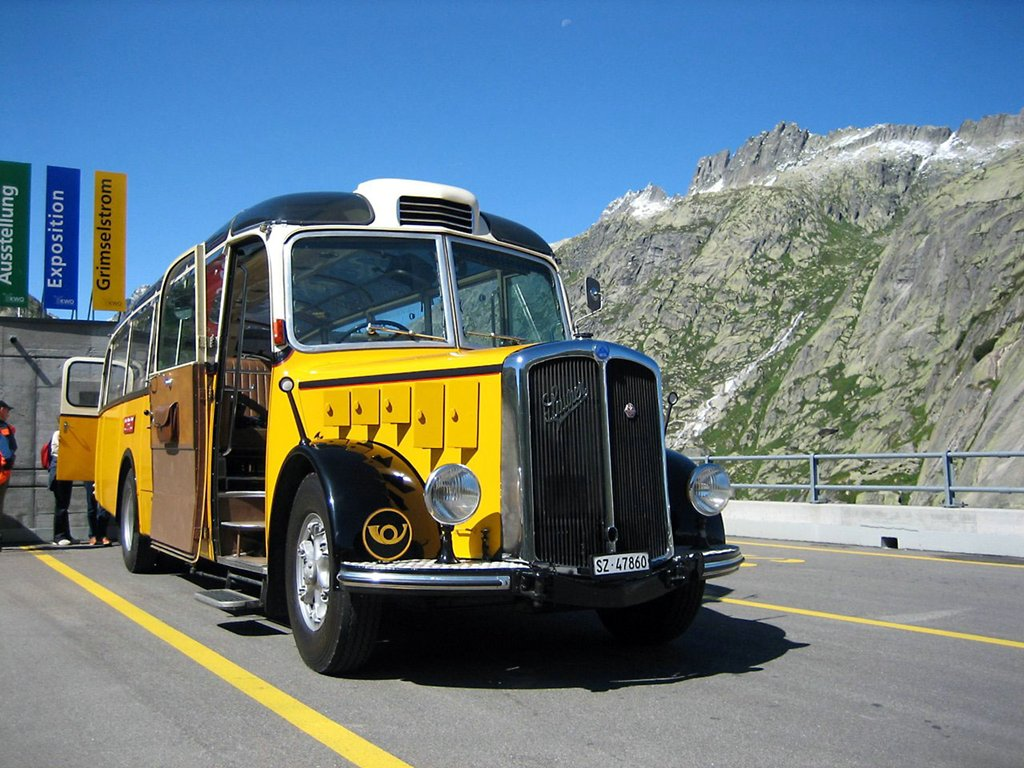
Saurer-postbus aan de Grimselpas

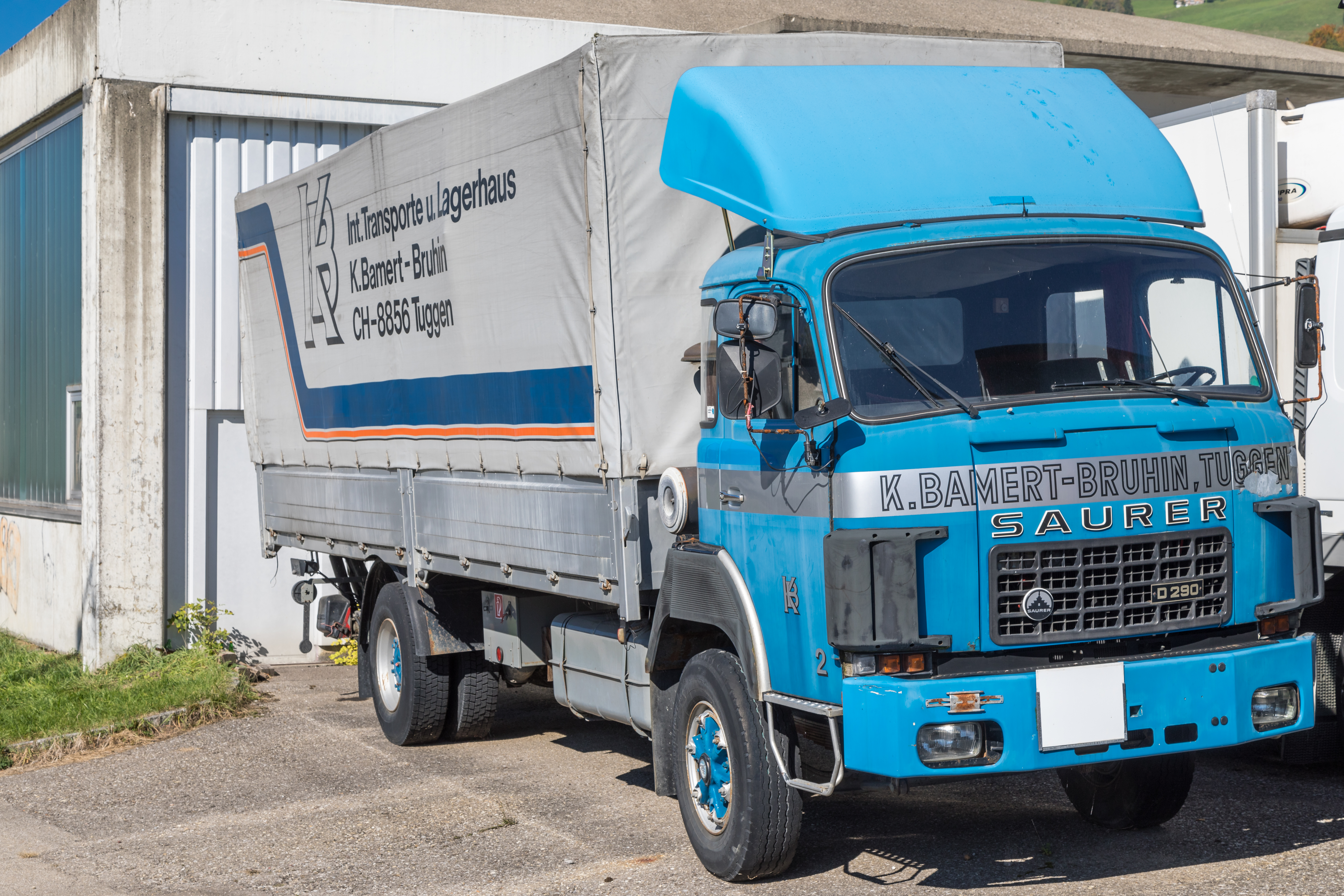
Saurer vrachtwagen

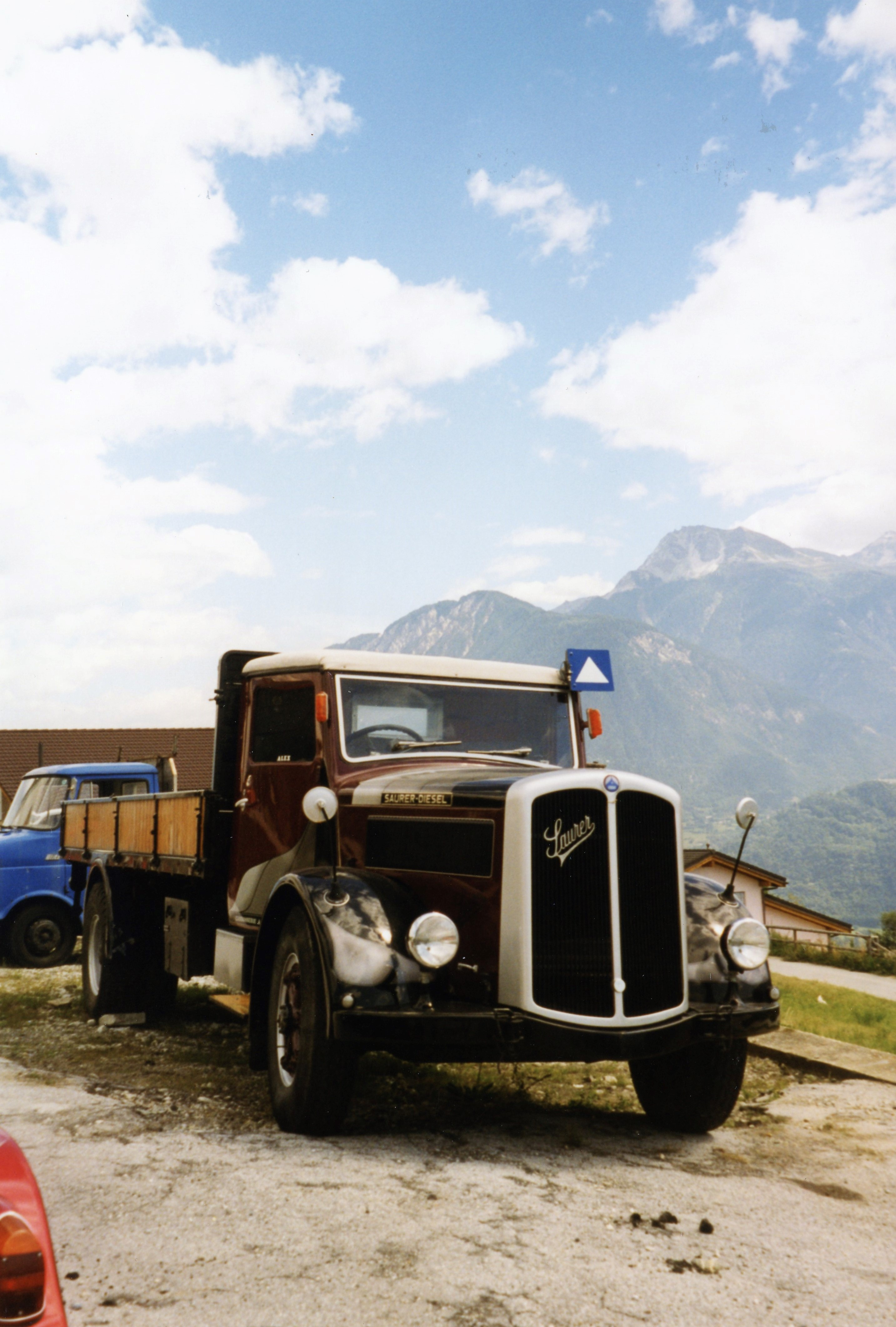
Saurer vrachtwagen, gefotografeerd in Zwitserland in 1999

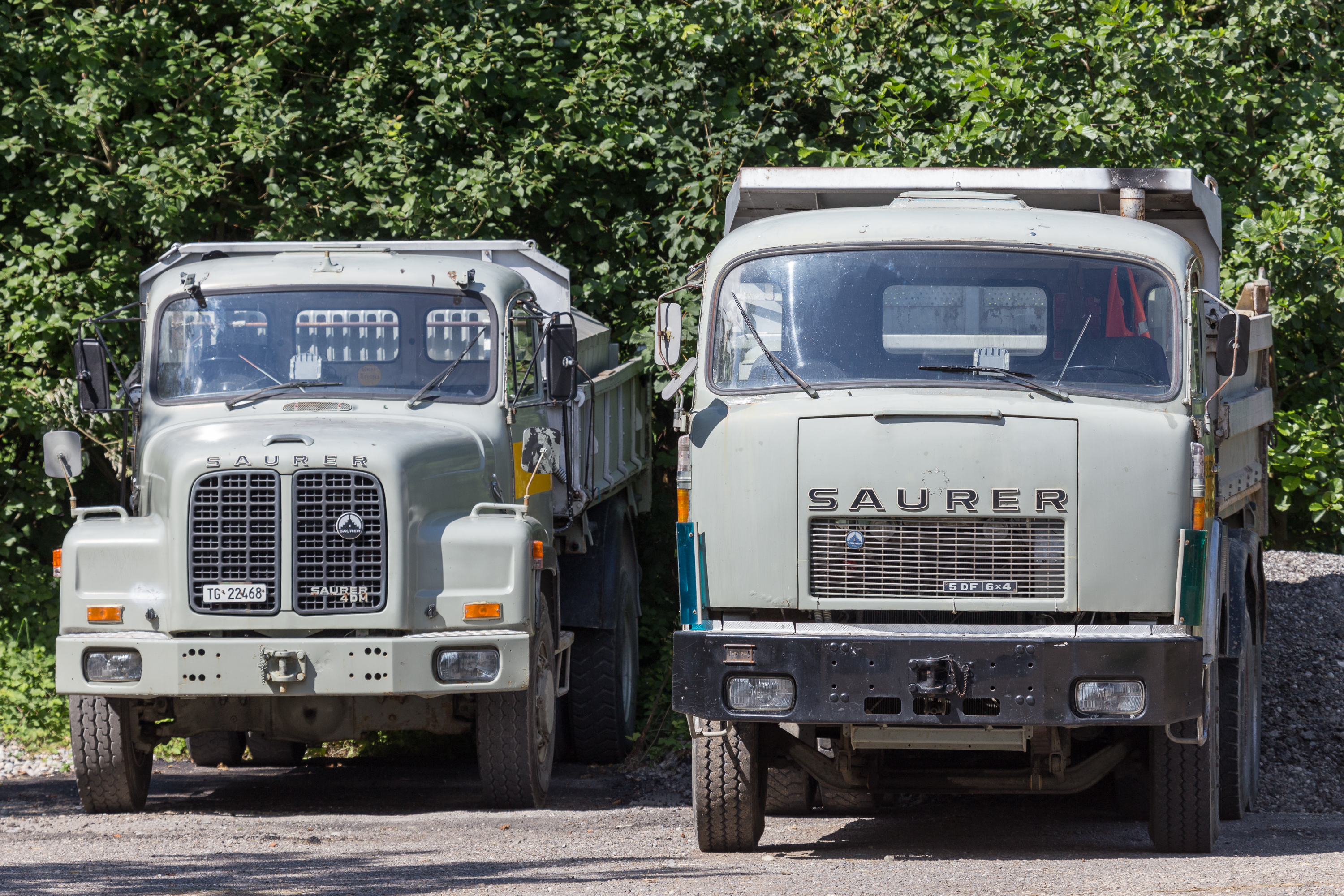
Saurer 4DM en 5DF

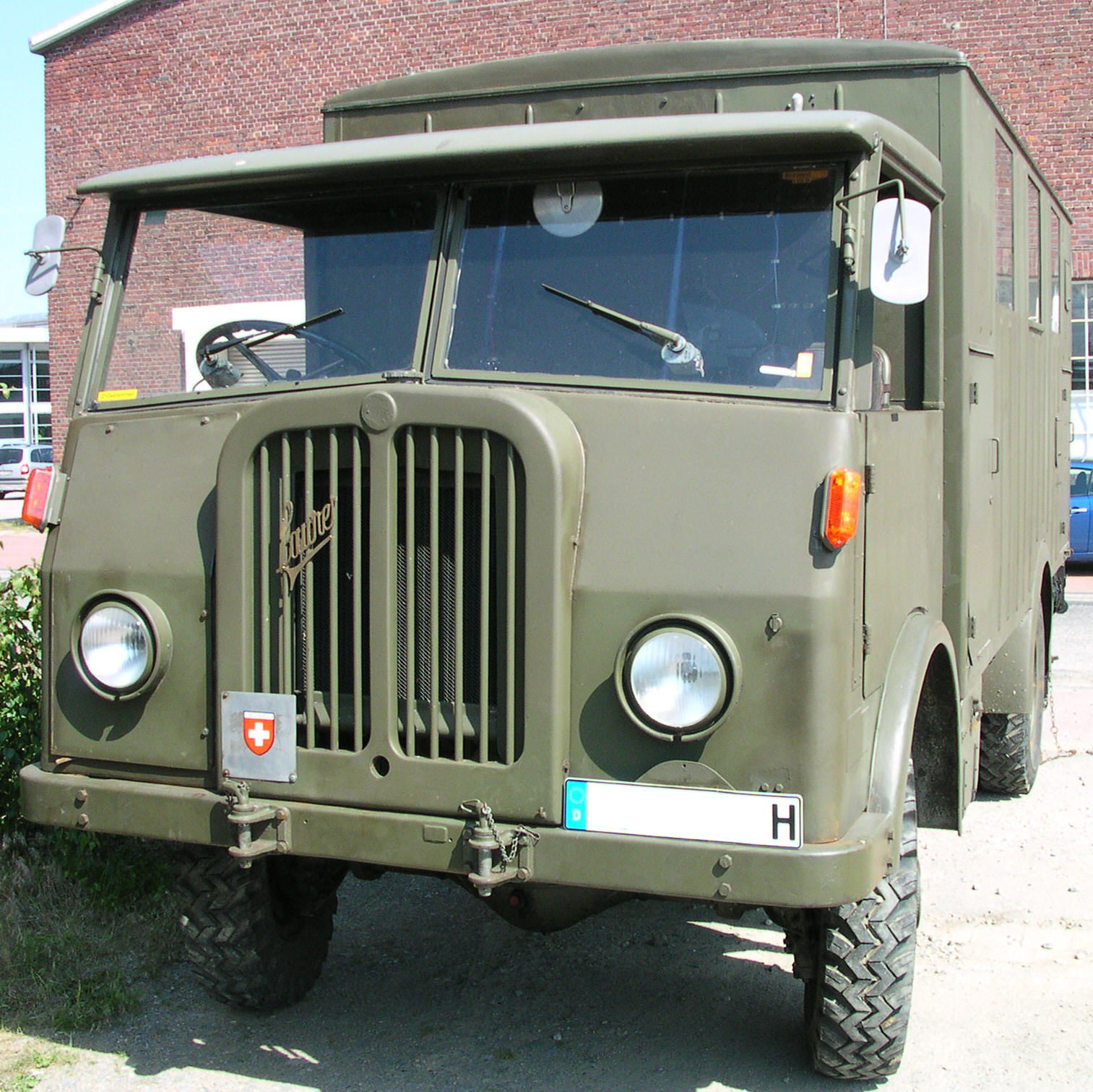
Militaire vrachtwagen Saurer 2 CM

Saurer was een Zwitsers fabrikant van auto's en vrachtauto's die in 1888 werd opgericht door Adolph Saurer.

## Geschiedenis
In 1853 richtte Franz Saurer (1806-1882) uit het Duitse Veringenstadt een ijzergieterij op voor huishoudelijke artikelen nabij de Zwitserse stad Sankt Gallen. Oost-Zwitserland was toen een belangrijk centrum voor borduurwerken en borduurmachines en rond 1869 begonnen zijn twee zonen, Anton en Adolph, met het bouwen van handmachines in de gieterij van hun vader. In 1873 was F. Saurer & Söhne uitgegroeid tot een belangrijke producent van machines voor de textielindustrie. De vraag hiernaar was onzeker en Saurer besloot andere activiteiten op te starten. In 1896 nam de oudste zoon Adolph Saurer (1841–1920) het bedrijf over. Met zijn zoon Hippolyt (1878–1936) begonnen ze met de productie van benzine- en dieselmotoren en later van vrachtwagens, om minder financieel kwetsbaar te zijn.
Het was een van de bekendste en oudste Zwitserse fabrikanten van vrachtauto's, en een van de eerste vrachtwagenproducenten van Europa. De trucks waren zo vermaard dat andere fabrikanten, in onder andere Frankrijk, Oostenrijk, Verenigd Koninkrijk en de Verenigde Staten, de auto's in licentie produceerden.
Saurer was een van de pioniers op het gebied van dieselmotoren. Het bedrijf leverde daardoor dieselmotoren aan andere fabrikanten als FIAT en Scania. Het bedrijf bracht in 1954 als eerste motoren met 4-kleppentechniek en directe inspuiting, maar miste hierbij de internationale aansluiting op de markt. Iveco nam de motorenafdeling van Saurer over, de rest werd met FBW gefuseerd om NAW (Nutzfahrzeuggesellschaft Arbon & Wetzikon) te vormen. De laatste civiele trucks werden afgeleverd in 1984, de laatste legertruck in 1997.
Ook in de textielindustrie was het bedrijf actief als fabrikant van naaimachines.
In Arbon is een Saurer Oldtimermuseum gevestigd.

## Bussen
- Saurer AD
- Saurer L4C
- Saurer S4C
- Saurer 4H
- Saurer 3DUK-50
- Saurer Trolleybus 411LM
- Saurer Trolleybus 415
- Saurer Trolleybus GT560/640-25

## Vrachtwagens
- A-Type (1918)
- B-Type (1926)
- C-Type (1934)
- D-Type (1959)
- 2DM (1959)

## Militaire voertuigen
- SdKfz 254
- Nahkampfkanone 2
- Saurer Tartaruga
- Saurer MH4
- Saurer 2 CM
- Saurer M6
- Saurer 2DM
- Saurer 6DM
- Saurer 10DM
- Saurer F006